# Омар (ППА)
Пілотований підводний апарат (ППА) «Омар» — дослідний ППА другого покоління типу «Омар», призначений для підводних досліджень і виконання підводних технічних робіт. 
| "Омар" | "Омар"                                                                                                  | "Омар"                                                                                                  |
| --- | --- | --- |
| | | |
| | | |
| | | |
| Верф | ОКБ СТС м.Москва                                                                                        | ОКБ СТС м.Москва                                                                                        |
| Переданий | 1986 | 1986 |
| Проєкт | | |
| Класифікація ПЧ                                                                                                   | Пілотований підводний апарат                                                                            | Пілотований підводний апарат                                                                            |
| Розробник проєкту                                                                                                 | ОКБ СТС м.Москва                                                                                        | ОКБ СТС м.Москва                                                                                        |
| Основні характеристики                                                                                            | | |
| Швидкість (підводна)                                                                                              | Максимальна- 2 вуз, економічна-1 вуз                                                                    | Максимальна- 2 вуз, економічна-1 вуз                                                                    |
| Робоча глибина занурення                                                                                          | 540 м.                                                                                                  | 540 м.                                                                                                  |
| Дальність плавання                                                                                                | 6 миль                                                                                                  | 6 миль                                                                                                  |
| Автономність плавання                                                                                             | Робоча — 6 год, аварійна — 72 год                                                                       | Робоча — 6 год, аварійна — 72 год                                                                       |
| Екіпаж | 3 особи                                                                                                 | 3 особи                                                                                                 |
| Розміри | | |
| Довжина найбільша (по КВЛ)                                                                                        | 5,6 м.                                                                                                  | 5,6 м.                                                                                                  |
| Ширина корпусу найб.                                                                                              | 2,5 м.                                                                                                  | 2,5 м.                                                                                                  |
| Висота | 3,5 м.                                                                                                  | 3,5 м.                                                                                                  |
| Водотоннажність підводна                                                                                          | 9,6 т.                                                                                                  | 9,6 т.                                                                                                  |
| Силова установка                                                                                                  | | |
| Свинцево—кислотні акумуляторні батареї: дві основні енегоємністю по 22,4 кВт*год і дві автоматики по 11,2 кВт*год | | |
| Рухова установка                                                                                                  | Електрогідравлічна                                                                                      | Електрогідравлічна                                                                                      |
| Гвинти | Два маршових ГФК в поворотних насадках; два ГФК вертикального переміщення, два ГФК лагового переміщення | Два маршових ГФК в поворотних насадках; два ГФК вертикального переміщення, два ГФК лагового переміщення |
| Озброєння | | |

## Історія
У 1970-х роках Міністерство рибного господарства СРСР замовило Міністерству суднобудівної промисловості СРСР побудову двох підводних лабораторій (ПЛБ) «Бентос-300». Виконання замовлення доручили Ленінградському адміралтейському об’єднанню (ЛАО). Конструкція ПЛБ "Бентос-300" включала спостережно-рятувальну рубку сферичної форми. Загалом Міністерство рибного господарства СРСР замовило шість таких корпусів: два використали для ПЛБ «Бентос-300» № 1 і № 2, один — як міцний корпус ППА «Оса-3-600», ще два — як міцні корпуси для ППА типу «Омар»: дослідного апарата «Омар» і головного — «Лангуст».
ППА проєкту "Омар" призначалися для: 
- вивчення розподілу та поведінки риб, ракоподібних і молюсків;
- оцінювання біомаси донних водоростей і запасів промислових гідробіонтів;
- вивчення планктону та звукорозсіювальних шарів (ЗРШ);
- відбору проб ґрунту, молюсків та інших об’єктів бентосу;
- вивчення ландшафтних характеристик морського дна;
- пошуку і визначення запасів мінеральних ресурсів;
- візуального обстеження та оцінки технічного стану бурових платформ і установок, трубопроводів (газо- та нафтопроводів), глибоководних водовипусків і підводних кабелів зв’язку;
- виявлення, обстеження та підйому затонулих об’єктів;
- здійснення геоекологічного моніторингу та досліджень;
- підводного туризму та підводної археології;
- проведення відео- і фотозйомки дослідних об’єктів.[2]

Технічне завдання на побудову ППА типу «Омар» було складене таким чином, щоб його габарити дозволяли експлуатацію з борту суден-носіїв апаратів типу «Сєвєр-2» і «ТІНРО-2» — науково-пошукових суден (НПС) проєкту 399Б типу «Одісей» та рибопошукових суден (РПС) проєкту 1539 типу «Гідронавт».
Пілотований підводний апарат другого покоління «Омар» розроблявся в ОКБ СТС (рос. Опытное Конструкторское Бюро Специальных Технических Средств), заснованому у 1970 році в Москві. 
Виготовлення апарата також здійснювалося на цьому підприємстві. У 1986 році дослідний зразок апарата «Омар» було збудовано й передано на баланс Севастопольського експериментально-конструкторського бюро з підводних досліджень (СЕКБП).

У 1986 році апарат працював у Південно-Китайському морі. Протягом 1987—1988 років ППА «Омар» брав участь в експедиціях у північно-західній частині Тихого океану: у 1987 році — в Охотському морі, а в 1988 році — в Японському морі. Роботи виконувалися з борту НПС «Одісей». У 1989 році комплекс НПС «Одісей» — ППА «Омар» знову працював в Охотському морі. 

Договір-1 на підводні роботи з ППА "Омар"

Договір-2 на підводні роботи з ППА "Омар"

У 1990 році апарат було перевезено з Владивостока до Севастополя. У липні — серпні 1992 року ППА «Омар» працював в Україні за договором із Будівельним управлінням СУ-459, виконуючи підводно-технічні роботи з укладання підводного трубопроводу.  
Власниками ППА «Омар» після реорганізацій ставали правонаступники СЕКБП:  
- з 1 січня 1987 року — Севастопольська база спеціального експериментального флоту і підводних апаратів (база «Гідронавт»);
- з 1 липня 1991 року — Науково-виробниче об’єднання (НВО) «Мариекопром» Міністерства рибного господарства СРСР;
- з 14 жовтня 1991 року — НВО "Мариекопром" Інституту нових фізичних і прикладних проблем Академії наук України;
- з 18 січня 1995 року — НВО "Мариекопром" Морського гідрофізичного інституту Національної академії наук України.

У середині 1990—х років ППА «Омар» було продано приватному власнику. У 2005 році його придбало приватне виробничо-комерційне підприємство (ПВКП) «Скайлес» (засновник і директор — Юрій Брага). Для допомоги колишньому старшому помічникові капітана ПЛБ "Бентос-300" Юрію Бразі долучилися гідронавти Євген Виноградов, Олександр Древетняк, Євген Стеблянко, Олег Донець, Ігор Аврашов, Геннадій Бєльников, які відновили ППА «Омар». Після ремонту апарат виконував екологічні, екскурсійні та підводно-технічні роботи.
Туристичні екскурсії проводилися в районі Балаклави. Під час занурень брали участь чотири особи: капітан апарата та троє туристів. Тривалість екскурсії становила одну годину, вартість — 500 гривень.
Після відновлення пілотований підводний апарат «Омар» задіяв Департамент підводної спадщини Інституту археології Національної академії наук України для виконання підводних робіт у рамках програми інституту.
Після окупації Криму в 2014 році пілотований підводний апарат «Омар» залишився на тимчасово окупованій території.

## Конструкція

### Корпус
Міцний корпус апарата має форму сфери із внутрішнім діаметром 2,3 м, товщиною корпуса 17 мм. В міцний корпус вмонтовані 9 ілюмінаторів діаметром 200 мм і 6 ілюмінаторів діаметром 100 мм. Легкий корпус виготовлений зі склопластику.  

### Системи і обладнання ППА

#### Навігаційне обладнання і зв'язок
Орієнтація в підводному положенні забезпечується точною курсовою системою, глибиноміром, ехолотом і системою наведення на раніше встановлений гідроакустичний маяк—відповідач. Місцезнаходження ППА визначається гідроакустичними засобами судна-носія шляхом пеленгування встановленого на апараті маяка, веденням на планшеті шляху руху ППА, а в разі необхідності — візуальне спостереження за буєм, котрий буксирувався підводним апаратом.
При роботі під водою постійно підтримується двохсторонній звукопідводний зв'язок, а в надводному положенні для радіозв’язку з судном—носієм установлена радіостанція ультракоротких хвиль "Причал".

#### Система занурення—спливання
Система занурення—спливання складається з двох цистерн головного баласту (ЦГБ) і однієї вирівнювально—диферентної цистерни.
ЦГБ розміщені по бортам, вони шпигатного типу. Клапани вентиляції установлені всередині апарата. При зануренні цистерни заповнюються водою самопливом через шпигати, коли відкриваються клапани вентиляції і повітря з цистерн через них видаляється в атмосферу. При спливанні здійснюється продування ЦГБ повітрям високого тиску, яке зберігається в балонах поза міцним корпусом.
Вирівнювально—диферентна  цистерна призначена для досягнення нульової плавучості апарата. Для приймання та відкачування забортної води служить водяний насос з гідравлічним приводом.

#### Рушійно—стерновий комплекс
Використання ППА за призначенням допускається при хвилюванні моря до 4 балів. 
ППА має високі маневрові якості, які забезпечуються наявністю двох маршових гвинтів фіксованого кроку (ГФК) в кормі, які дозволяють виконувати горизонтальне переміщення, двох ГФК лагового переміщення, які забезпечують лагове переміщення або повороти в горизонтальній площині і двох ГФК вертикального переміщення для маневрування у вертикальній площині. Шість рушіїв дозволяють ППА здійснювати горизонтальне переміщення в будь—якому напрямку, в тому числі рухатись лагом, виконувати розвороти на місці, зависати над досліджуваним об'єктом у всьому діапазоні робочих глибин, здійснювати рух по вертикалі і рухатись вздовж дна, огинаючи його рельєф, а також здійснювати опускання ППА на ґрунт з ухилом до 20о. Управління виконується з двох пультів керування капітаном ППА.

#### Система стисненого повітря
Складається з балонів високого тиску, які розміщені зовні міцного корпусу і керуються клапанами, якими оперує капітан ППА. Джерелом стисненого повітря високого тиску 200 атм є балони високого тиску, які наповнюються компресором при перебуванні ППА на судні чи береговій станції технічного обслуговування.  

#### Система гідравліки
Весь комплект обладнання цієї системи розміщений поза міцним корпусом: насос гідравліки, пневмогідроакумулятор, гідроблок, система трубопроводів, гідродвигуни маршових ГФК, ГФК вертикального переміщення, ГФК лагового переміщення, а також водяний насос і виконавчі механізми маніпулятора та поворотних насадок маршових гвинтів. Система дозволяє додатково підключати забортне обладнання з гідроприводом на робочий тиск 50, 100 або 180 кгс/см2.

#### Система вентиляції, контролю повітря та його регенерації
З моменту закриття люка підводного апарата екіпаж перебуває в міцному корпусі, де атмосферне повітря має відповідати складу звичайного повітря, придатного для дихання. У нормальних умовах на рівні моря вміст кисню в повітрі становить близько 21 %.. У разі зниження його концентрації до 19 % екіпаж активує систему регенерації повітря — спеціальну установку, що містить пластини, які поглинають оксид вуглецю та вуглекислий газ, одночасно виділяючи кисень. Кількість пластин забезпечує підтримання життєдіяльності двох гідронавтів протягом усього періоду аварійної автономності.
Контроль складу атмосферного повітря у міцному корпусі здійснюється за допомогою індикаторних трубок — вимірювальних приладів, наповнення яких змінює колір у присутності певних газів.
При підвищенні температури всередині апарата для комфорту екіпажа використовується обдув за допомогою вентиляторів.

Щит живлення і контролю ППА "Омар".

#### Науково—дослідне обладнання
- Ілюмінатори для забортного спостереження: діаметром 200 мм — 9 одиниць, діаметром 100 мм — 6 одиниць;[9]
- Забортні світильники в кількості 10 одиниць;[3]
- Комплекс фотографування: два  імпульсні світильники спалаху «Бірюза»  з лампами спалаху ИФК-2000 . Вони вмикаються з одного пульта і мають синхроконтакт для фотографування;[8]
- Фотоавтомат з запасом плівки 12 м (розмір кадра 24*36), який працює спільно з імпульсним світильником в автоматичному і ручному режимі (відеозапис);[3]
- Гідравлічний маніпулятор: 6 ступенів свободи, дозволяє піднімати предмети масою до 20 кг.[3] Керується з допомогою джойстика;[1]
- Пристрій для постановки буїв;[9]
- Висувний контейнер для зібраних зразків матеріалів. Максимальна маса зразків 200кг;[3]
- Можлива додаткова установка обладнання масою до 200 кг.[3]

#### Енергетична система.

##### Мережа  28 В силового обладнання
Основним джерелом живлення мережі є кислотні акумуляторні батареї (АБ), розміщені в двох контейнерах із розвантаженою від тиску конструкцією. Це дозволяє виготовляти контейнери з нержавіючої сталі товщиною 2–3 мм. Вони встановлені в каркасі апарата під міцним корпусом. У кожному контейнері розміщено 56 акумуляторів СП-200 (ємністю 200 А·год). Вони зібрані в 4 групи по 14 одиниць, загальна напруга становить 28 В.
Усе силове електрообладнання — контактори, силові реле — розміщене зовні міцного корпусу в електричному блоці, корпус якого виготовлений з алюмінієвого сплаву та витримує забортний тиск. Від цієї мережі живиться силове обладнання: насос гідравліки, забортне освітлення, водяний насос.
Мережа дозволяє додатково підключати забортне обладнання з електроприводом на напругу 27 В постійного струму потужністю до 0,5 кВт.

##### Мережа  28 В автоматики
Основним джерелом живлення цієї мережі є кислотні акумуляторні батареї (АБ), розміщені в двох контейнерах. Вони мають таку ж конструкцію, що й контейнери силової мережі, але вдвічі менші — у них розміщено по 28 акумуляторів СП-200, з’єднаних у 2 групи по 14 елементів. Загальна напруга мережі становить 28 В. Від цієї мережі живляться радіонавігаційне обладнання, звукопідводний зв’язок, внутрішнє освітлення ППА та системи автоматичного керування. 

### Аварійне обладнання

#### Аварійне обладнання у випадку неможливості спливання ППА
- Аварійний твердий баласт: виготовлений з масивних чавунних баластин у кількості двох одиниць. Вони встановлені в нижній частині ППА з обох бортів. Скидання твердого баласту з корпусу апарата здійснюється за допомогою піропатрона у випадку аварійної ситуації. Після скидання підводний апарат миттєво отримує позитивну плавучість.[4]
- Аварійний буй: звільняється екіпажем зсередини корпусу ППА, виринає на поверхню та подає радіо- й світловий проблисковий сигнал.

#### Протипожежне обладнання.
У разі пожежі екіпаж використовує вогнегасники та ізолюючі дихальні апарати, розраховані на 4–5 годин роботи. Цього часу достатньо для організації гасіння пожежі та спливання апарата на поверхню.

#### Обладнання для випадку покидання ППА в надводному положенні.
Рятувальні жилети, згідно Конвенції SOLAS: розміщені біля кожного члена екіпажа.

## Екіпаж

Екіпаж ППА "Омар" з екскурсантами на плавкрані "Чорноморець-26". Зліва направо: екскурсанти, капітан—наставник М.Сапожніков, капітан В.Пляко, радіонавігатор О.Хусаїнов, боцман плавкрана. Серпень 1992 року.

Екіпаж ППА "Омар" при зануренні складався з 3 осіб — капітана і двох підводних дослідників.
Капітан відповідає за все технічне забезпечення занурення, контролює параметри роботи всіх систем і механізмів, а також здійснює операції відходу від судна-носія, занурення, виходу до місця роботи та повернення до судна. Підводні дослідники виконують наукову програму: спостерігають, фотографують, займаються кінозйомкою та записують свої спостереження на магнітофон.
Згідно з правилами підготовки, стажування і призначення на посади гідронавтів, кандидатами в гідронавти могли стати особи чоловічої статі віком до 35 років, які мали вищу технічну або середню спеціальну освіту, стаж роботи за спеціальністю щонайменше два роки та досвід плавання на морських суднах щонайменше 1 рік. За станом здоров’я вони повинні були відповідати вимогам, установленим для водолазів. Кожен кандидат проходив медичну комісію.
Підготовка гідронавтів здійснювалася відповідно до програми, розробленої та затвердженої міністерством, і поділялася на чотири етапи:
1-й етап — теоретичні заняття з предметів програми протягом усього курсу навчання;
2-й етап — практичні заняття з предметів програми, включаючи відпрацювання операцій з управління підводним апаратом біля пірса та в морі;
3-й етап — після завершення курсу навчання: іспити та заліки з усіх предметів програми;
4-й етап — стажування слухачів, які успішно склали іспити та заліки, на ППА або ПЛБ.
Багаторічний досвід показав, що для підготовки висококваліфікованого капітана (гідронавта 1 класу) необхідно 3–5 років.
На судні-носії ППА під час експедиції перебували два капітани підводного апарата (один із них — капітан-наставник), а також група обслуговування: механік, електромеханік, радіонавігатор і акумуляторник. До складу наукової групи експедиції входили підводні дослідники, які пройшли курси підготовки гідронавтів і мали право на занурення в апараті.
На ППА «Омар» протягом 1987—2014 років капітанами працювали гідронавти 1 класу: І.Виноградов, В.Дєрябін, М.Сапожников, В.Пляко, Ю.Брага,  О.Древетняк, І.Аврашов, О.Донець, Г.Бєльников, Є.Виноградов, Є.Стеблянко. В групі обслуговування працювали: електромеханік Л.Несправа, радіонавігатор О.Хусаїнов.
Як підводні спостерігачі на ППА працювали гідронавти—дослідники: к.г.н.В.Федоров, Валерій Петров, А.Помозов, В.Бондарєв, В.Сумерін, О.Карамишев, М.Колесников.

## Твори чи публікації
- Документальний фільм "Гидронавты"/Реж. С.Хейфец,  ЦСДФ, 1990 р,— https://www.youtube.com/watch?v=zc0BqF7ADuY
- Документальний фільм "Подводные аппараты Базы "Гидронавт"/реж. С.Хейфец, к/ст. "Москва", 1991 р —. https://www.youtube.com/watch?v=RP5_ITtvUmY
- Журнал «Геологія і корисні копалини Світового океану», 2006 р., випуск №2, стор. 122-132  https://cyberleninka.ru/article/n/pidvodniy-naukovo-doslidniy-flot-ukrayini/viewer
- Газета "Україна молода", випуск 045, 11.03.2006, https://www.umoloda.kiev.ua/number/631/
- Публікація в газеті  https://sevastopol.press/2008/02/07/omar-v-balaklavskoj-buxte/